# 만정중학교
만정중학교(萬井中學校)는 대한민국 경기도 안성시 공도읍 만정리에 있는 공립 중학교이다.

## 학교 연혁
- 2011년 1월 10일 : 만정중학교 설립인가 30(1)학급
- 2011년 3월 1일 : 개교 (1학년 7(1)학급)
- 2011년 3월 1일 : 초대 정응수 교장 취임
- 2014년 2월 13일 : 제1회 졸업식(졸업생수 250명)
- 2022년 9월 1일 : 제5대 김정권 교장 취임
- 2023년 11월 20일 : 친환경 인조잔디 운동장 조성
- 2024년 1월 5일 : 제11회 졸업식(졸업생 318명, 누계 3,037명)
- 2024년 3월 4일 : 제14회 입학식 (11학급 333명)

## 참고 자료
- 만정중학교 - 한국교육학술정보원 학교알리미